# Bergholz (Ohio)
Pour les articles homonymes, voir Bergholz.
Bergholz est un village américain situé dans le comté de Jefferson, dans l'Ohio. Selon le recensement de 2010, sa population est de 664 habitants.
Samuel Mullet dirige une communauté de 120 amish à Bergholtz. Dans la communauté, il autorise, notamment, l'utilisation de l'électricité.